# Salmincola markewitschi
Salmincola markewitschi is een eenoogkreeftjessoort uit de familie van de Lernaeopodidae. De wetenschappelijke naam van de soort is voor het eerst geldig gepubliceerd in 2002 door Shedko & Shedko.